# Windmill Lane Studios
Windmill Lane Studios, також відома як «студія U2» — студія звукозапису, розташована в Дубліні, Ірландія. Була заснована в 1978 році Браяном Мастерсоном, який був директором компанії та головним звукоінженером. В 2009 році студія перейшла у власність музичного коледжу Pulse Recording College. Незважаючи на те, що на початку 1990-х років студія переїхала на Рінгсенд-Роуд, стара будівля на Віндмілл-Лейн залишилася пам'яткою Дубліна, приваблює шанувальників U2 і туристів зі всього світу. Місцеві активісти засуджували плани реконструкції старої будівлі і перетворення його в шестиповерховий бізнес-центр.

## Історія старого розташування
Студія звукозапису Windmill Lane спочатку була відкрита інженером звукозапису Браяном Мастерсоном і Джеймсом Моррісом у 1978 році і вперше була розташована в Дублін-Доклендс на Віндміл-лейн, недалеко від набережної сера Джона Роджерсона. Спочатку він використовувався для запису традиційної ірландської музики, зокрема Planxty.
Проте жодна ірландська рок-група не записувала в студії до U2. Барабани на Boy були записані в зоні прийому студії звукозапису через бажання продюсера Стіва Ліллівайта досягти «цей чудовий стукіт звук». Їм доводилося чекати, поки ввечері реєстратор піде додому, оскільки телефон дзвонив протягом дня і навіть іноді ввечері.
Після того, як U2 опинилися на студії, Ван Моррісон, Шинед О'Коннор та Елвіс Костелло записували там. На студії також записували хіт Clannad «Theme from Harry's Game», і там у 1980 році було записано два альбоми Status Quo: Just Supposin' і Never Too Late, випущені в 1981 році.
Студії були розширені в 1980-х роках під керівництвом Енді Манро з Munro Acoustics. Значна частина роботи була зроблена спеціально для альбому U2 The Joshua Tree. У 1990 році основна студія переїхала на нове місце на Рінгсенд-роуд, також у Доклендс.
Після переїзду в будівлі Windmill Lane продовжували розміщуватися різні об’єкти постпродакшн. Це включало Windmill Lane Pictures (об'єкт для постпродакшн відео), включаючи Number 4 (об'єкт для постпродакшн аудіо), Trend Studios (мастеринг аудіо) та ряд інших супутніх послуг.
Оригінальні будівлі студії були вкриті графіті від шанувальників, які здійснили паломництво з усього світу, багатьох приваблював історичний зв’язок студії з U2. У 2008 році такими виданнями, як The New York Times, оригінальне місце розташування студій було рекомендовано як туристичний об’єкт.
У 2015 році ділянка Windmill Lane була куплена компаніями з нерухомості Hibernia REIT, які оголосили в 2014 році, що вони придбали позики, отримані від будівлі Hanover на Windmill Lane, Дублін, за 20,16 мільйонів євро та прилеглу ділянку під забудову в один акр за 7,5 євро. мільйонів Було розроблено план перетворення його в офіси, торгові приміщення та житлові приміщення.
Початкова структура Windmill Lane Studios була знесена 3 квітня 2015 року інвестиційною компанією Hibernia REIT, за винятком Open Gallery 3, де записували U2. Фірма оголосила про плани зберегти 20-метрову ділянку стіни студії, відомої своїми фанатськими графіті. Варіанти майбутнього стіни включають відтворення стіни в атріумі нової будівлі Windmill Lane, передачу стіни Дублінській міській раді, U2 або будь-якій іншій зацікавленій стороні для реконструкції або повторного використання в альтернативних умовах. Інша можливість — пожертвувати стіну благодійній організації, щоб вони могли продавати її фрагменти шанувальникам U2 по всьому світу.